# Lago Nong Han
Nong Han (em tailandês: หนองหาน) é um lago, o maior do nordeste da Tailândia, situado ao nordeste da cidade Sakon Nakhon. Tem uma superfície de 125,2 km².
O principal rio que alimenta o lago é o Nam Pung, que nasce nas montanhas de Phu Phan, ao sul. A saída do lago é o rio Huai Nam Khan, ao sudeste, que desemboca no rio Mekong. A profundidade media do lago é de 1,9 metros, no entanto durante a estação seca o lago fica como uma laguna de águas pouco profundas. O lago se explora para a pesca e para fins de lazer, já que boa parte da linha de costa se tem convertido em parque público cerca da cidade de Sakon Nakhon.